# Royal Aircraft Factory F.E.1
Il Royal Aircraft Factory F.E.1 (Farman Experimental) era un aereo sperimentale da ricerca ad uso civile progettato e costruito in un unico esemplare dall'imprenditore e progettista britannico Geoffrey de Havilland nel 1910.
Secondo velivolo progettato da de Havilland, l'F.E.1 venne utilizzato da lui stesso durante gli anni dieci ed è il primo velivolo ad assumere la designazione ufficiale Royal Aircraft Factory benché in realtà non sia stato realizzato dall'azienda.

## Tecnica
Il F.E.1 era caratterizzato dall'aspetto dei velivoli costruiti dai pionieri dell'aviazione, i modelli realizzati dai fratelli Wright ed i primi Farman. Come il Bristol Boxkite ed altri velivoli contemporanei il pilota era seduto davanti al motore, un 4 cilindri boxer progettato dallo stesso de Havilland e costruito dalla casa automobilistica Iris Motor Company posto in configurazione spingente, e in corrispondenza all'elevone anteriore.

## Utilizzatori
Regno Unito
- Royal Aircraft Factory